# Terry McCaleb
Terry McCaleb es un personaje de ficción creado por Michael Connelly en 1998. Su primera aparición en una novela es en Deuda de Sangre (Blood Work) donde es el principal protagonista.

## Biografía del personaje
Terry McCaleb es un antiguo agente del FBI, retirado a causa de problemas del corazón. Después de esperar dos años una donación, es operado. Al principio de la novela Deuda de Sangre se está recuperando del trasplante realizado dos meses antes. Su vida ha cambiado por completo y se dedica a reparar su velero. En ese momento intenta olvidar su antigua vida como agente del FBI dedicado a los casos de asesinos en serie. 
McCaleb tiene que tomar docenas de píldoras dos veces al día para que su cuerpo se adapte y no rechace el nuevo corazón. Es entonces cuando una mujer llamada Graciela Rivers aparece en su barco para pedirle su ayuda. Ésta resulta ser la hermana de Gloria Torres, la mujer cuyo corazón recibió McCaleb.
Después de investigar el anterior caso, McCaleb se casa y tiene una hija. Se ha trasladado de su barco a la isla Catalina y se está recuperando bien. Debido a que está de baja y cobra una pensión, no puede trabajar para ganar dinero. Por eso se asocia con un vecino para establecer un negocio de pesca deportiva.

## Novelas
- Deuda de Sangre (Blood Work) (1998)

- Más oscuro que en la noche (A Darkness More Than Night) (2001)

- Cauces de Maldad (The Narrows) (2004)

## Cine
En la película Deuda de sangre (Blood Work) (2002), dirigida por Clint Eastwood, Terry McCaleb fue interpretado por el propio Clint Eastwood.